# اشتفان راینارتس
اشتفان راینارتس (آلمانی: Stefan Reinartz؛ زادهٔ ۱ ژانویهٔ ۱۹۸۹) یک بازیکن فوتبال اهل آلمان است.
از باشگاه‌هایی که در آن بازی کرده‌است می‌توان به بایر ۰۴ لورکوزن، نورنبرگ، اینتراخت فرانکفورت اشاره کرد.
وی همچنین در تیم ملی فوتبال زیر ۲۱ سال آلمان و تیم ملی فوتبال آلمان بازی کرده است.